# Decaisnina hollrungii
Decaisnina hollrungii é uma espécie de planta com flores, uma planta hemiparasita epifítica da família Loranthaceae, nativa da Nova Guiné, Queensland, Austrália, e no Arquipélago de Bismarck e Ilhas Salomão.
D. hollrungii, em Queensland, é encontrada na floresta tropical e em densas matas costeiras numa grande variedade de hospedeiros.

## Taxonomia
Decaisnina hollrungii foi descrita pela primeira vez em 1889 como Loranthus hollrungii por Karl Moritz Schumann. Em 1894, Philippe Édouard Léon Van Tieghem atribuiu-lhe um novo género, Amylotheca. Em 1966, Bryan Alwyn Barlow transferiu-a para o género Decaisnina.

## Etimologia
O nome genérico, Decaisnina, honra o botânico francês Joseph Decaisne (1807-1882), e o epíteto específico, hollrungii, homenageia o botânico Udo Max Hollrung (1858-1937).